# Kansu Braves
I Kansu Braves (cinese 甘軍T, 甘军S, Gān JūnP, Kan ChünW) o Esercito Gansu erano un'unità di 10.000 uomini musulmani cinesi del nord-ovest della provincia di Kansu (ora Gansu) attiva nell'ultimo decennio della dinastia Qing. Leali ai Qing, i Braves vennero reclutati nel 1895 per sopprimere la Rivolta dei Dungani a Gansu. Sotto il comando del generale Dong Fuxiang (1839–1908), nel 1898 si trasferirono nell'area metropolitana di Pechino, dove divennero Corpi di retroguardia Wuwei, un moderno esercito a difesa della capitale imperiale. L'esercito Gansu era costituito da Hui, Salar, Dongxiang e Bonan tutti di religione islamica.
I Braves, che indossavano uniformi tradizionali ma erano armati di fucili e artiglieria moderni, giocarono un ruolo importante nel 1900 durante la ribellione dei Boxer. Dopo aver contribuito a respingere la spedizione Seymour - una forza straniera multinazionale inviata da Tientsin per togliere l'assedio al Quartiere delle Legazioni di Pechino all'inizio di giugno - le truppe musulmane furono i più feroci attaccanti durante l'assedio delle legazioni dal 20 giugno al 14 agosto. Subirono pesanti perdite alla Battaglia di Pechino, in cui l'Alleanza delle otto nazioni ruppe l'assedio. I Kansu Braves, successivamente, presidiarono la Corte Imperiale nel suo viaggio verso Xi'an.

## Origini a Gansu
Nella primavera del 1895, scoppiò una rivolta musulmana nel sud della provincia di Gansu. Dong Fuxiang (1839–1908), che aveva combattuto contro Zuo Zongtang (1812–1885) nella repressione della rivolta Dungan (1862-1877) e poi negli anni 1870 e 1880, dal 1895 divenne Commissario imperiale a Gansu, dove comandava le milizie musulmane reclutate localmente da Zuo. Ai primi di luglio 1895, Dong comandò queste truppe per contrastare l'assedio di Didao da parte dei musulmani ribelli.
Quando presenziò, a Pechino, ai festeggiamenti per il 60º compleanno dell'imperatrice madre Cixi, nell'agosto 1895, venne presentato all'imperatrice dal potente ministro manciù Ronglu. I ribelli musulmani, dotati di armi ad avancarica e diverse armi bianche, furono sopraffatti dalla potenza di fuoco dei moderni fucili Remington e Mauser che Dong aveva portato da Pechino. Dong usò anche la sua capacità di comprensione della politica locale per convincere i ribelli a tornare alle loro case. Dalla primavera del 1896, Gansu era nuovamente pacificata.
I generali Dong Fuxiang, Ma Anliang e Ma Haiyan erano stati chiamati a Pechino durante la prima guerra sino-giapponese, nel 1894, ma lo scoppio della rivolta dei Dungani li obbligò ad andare a sedare la rivolta. Durante la riforma dei cento giorni, nel 1898, Dong Fuxiang, Ma Anliang, e Ma Haiyan vennero chiamati a Pechino e posero fine al movimento di riforma con l'aiuto di Ma Fulu e Ma Fuxiang.

## Trasferimento a Pechino

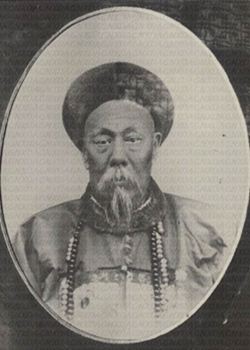
Il generale Dong Fuxiang

In seguito all'uccisione di due missionari tedeschi nello Shandong, nel novembre 1897, le potenze straniere si impegnarono in una "lotta per le concessioni" che minacciava di spaccare la Cina in diverse sfere di influenza. Per proteggere la capitale imperiale da possibili attacchi, Cixi fece trasferire l'esercito Gansu a Pechino nell'estate del 1898. Ella ammirò l'esercito Gansu perché Ronglu, che era nelle sue grazie, aveva uno stretto rapporto con il suo comandante Dong Fuxiang. Lungo la strada verso Pechino, le truppe di Dong attaccarono alcune chiese cristiane a Baoding. Dopo il fallimento della riforma dei cento giorni (11 giugno – 21 settembre 1898) sponsorizzata dall'imperatore Guangxu, Cixi nominò Ronglu ministro della guerra e capo del Gran consiglio, e lo incaricò di riformare la guardia metropolitana. Ronglu denominò la milizia di Dong come "Divisione di retrovia" di un nuovo corpo chiamato "Corpi Wuwei". Dong Fuxiang era l'unico comandante, tra quelli delle cinque divisioni, che non nascondeva la sua ostilità verso gli stranieri.
Anche i residenti di Pechino e gli stranieri temevano le turbolente truppe musulmane. Il 23 ottobre 1898 Dong disse: "le truppe devono agire domani quando tutti gli stranieri a Pechino saranno spazzati via e ci sarà il ritorno dell'età dell'oro per la Cina." Alcuni occidentali descrissero i Gansu Braves come "la marmaglia islamica dei 10.000", "una marmaglia disordinata di circa 10.000 uomini, la maggior parte dei quali musulmani", o irregolari del Kansu, oltre che "diecimila tagliagole musulmani temuti persino dai cinesi". Tra la fine di settembre e l'inizio di ottobre 1898, alcuni scontri minori tra le truppe Gansu e gli stranieri accrebbero le tensioni nella capitale. Vennero chiamati i soldati dell'United States Marine Corps per proteggere il quartiere delle legazioni di Pechino da possibili assalti. Alla fine di ottobre circolavano voci che l'esercito del Gansu si stesse preparando a uccidere tutti gli stranieri di Pechino. Rispondendo a un ultimatum dei diplomatici stranieri, Cixi fece trasferire le truppe del Gansu nel "Parco del sud" (Nanyuan  南苑S), che era anche conosciuto come il "Parco della caccia" perché lo avevano utilizzato, gli imperatori cinesi, per la caccia e per le esercitazioni militari. Dagli anni 1880, questa vasta area era stata in parte riconvertita in area agricola. vicina però alla ferrovia tra la capitale e Tientsin. I Kansu Braves vennero coinvolti in una rissa in un teatro. Lungo la ferrovia, a Fungtai, due ingegneri britannici vennero picchiati, quasi a morte, dalle truppe musulmane del Kansu, e i ministri delle legazioni straniere chiesero che venissero ritirate perché minacciavano la sicurezza dei loro connazionali.
Il 29 telegrafarono nuovamente: "I rappresentanti stranieri si sono incontrati ieri e hanno redatto una nota allo Yamfin chiedendo che le truppe Kansu siano ritirate immediatamente. Le truppe in questione non sono state pagate da alcuni mesi, e sono in stato di semi ammutinamento. Hanno dichiarato la loro intenzione di cacciare tutti gli europei dal nord della Cina, e hanno tagliato i fili del telegrafo e distrutto parti della linea ferroviaria tra Lukouchiao e Paoting Fu. Hanno inoltre causato disturbi sulla ferrovia a Tientsin, anche se la linea non è stata toccata e il traffico non è stato interrotto. Nella città è tutto tranquillo. La presenza di queste truppe nelle immediate vicinanze di Pechino costituisce senza dubbio un serio pericolo per tutti gli europei. Il Yamfin ci aveva fatto una promessa che la forza sarebbe stata rimossa, ma non risulta l'abbia ancora attuata".

## Ribellione dei Boxer

### Ascesa dei Boxer e ritorno alla città murata
Il 5 gennaio 1900, Sir Claude MacDonald, il ministro britannico a Pechino, scrisse al Foreign Office su un movimento chiamato "Boxer" che aveva attaccato proprietà cristiane e convertiti cinesi nello Shandong e nella provincia meridionale di Zhili. Nei primi mesi del 1900, questo "movimento dei Boxer" prese una forte espansione nella parte settentrionale di Zhili, nell'area che circondava Pechino, e persino i Boxer iniziarono a vedersi nella capitale. Alla fine di maggio, i Boxer anticristiani presero una piega anti estera più ampia, e man mano che divennero più organizzati, iniziarono ad attaccare la ferrovia di Pechino a Baoding e a tagliare le linee del telegrafo tra Pechino e Tientsin.
La corte Qing esitò tra annientare, "pacificare" o sostenere i Boxer. Dal 27 al 29 maggio, Cixi ricevette Dong Fuxiang in udienza al Palazzo d'estate. Dong la rassicurò che avrebbe potuto sbarazzarsi dei "barbari" stranieri, se necessario, aumentando la fiducia della vedova nella capacità della Cina di cacciare gli stranieri se la guerra fosse diventata inevitabile. Nel frattempo, il 31 maggio, giunsero a Pechino rinforzi alle guardie delle legazioni creando un ulteriore sentimento anti estero sia a Pechino che nelle campagne circostanti, e per la prima volta, i Boxer iniziarono ad attaccare direttamente gli stranieri. Diverse potenze straniere inviarono navi da guerra sotto Dagu Forts, che proteggeva l'accesso a Tientsin e Pechino.
Il 9 giugno, la maggior parte dei Kansu Braves scortò l'imperatrice Dowager Cixi dal Palazzo d'estate alla Città Proibita, quindi si accamparono nella zona meridionale della città, in terre deserte davanti al Tempio del Cielo e a quello dell'Agricoltura. Temendo il peggio, Sir Claude MacDonald inviò immediatamente un telegramma per chiedere all'ammiraglio Seymour di inviare aiuto da Tientsin. Il 10 giugno, l'anti stranieri e pro Boxer principe Duan sostituì l'anti Boxer e più moderato principe Qing come capo del Zongli Yamen, l'ufficio attraverso il quale il governo Qing comunicava con gli stranieri. Lo stesso giorno le linee del telegrafo furono interrotte definitivamente.

### Assassinio di Sugiyama Akira
La mattina dell'11 giugno, gli inglesi inviarono un grande convoglio di camion per salutare la spedizione Seymour. Il corteo attraversò in sicurezza le aree occupate dalle truppe Gansu all'interno della città murata e raggiunse Majiapu (stazione ferroviaria di Machiapu) a sud di Pechino, dove era atteso ad ore l'arrivo delle truppe di rinforzo. Queste però non arrivarono mai, e i camion dovettero tornare alle legazioni. Una piccola delegazione italiana, sorvegliata da alcuni fucilieri, scampò per un pelo ai soldati di Dong Fuxiang, che si stavano allineando per bloccare la principale porta meridionale di Pechino, porta Yongding, ma riuscirono a tornare sani e salvi.
Quello stesso pomeriggio, la legazione giapponese inviò il segretario Sugiyama Akira alla stazione incustodita per salutare le truppe giapponesi. Con il suo abito occidentale formale e un cappello a bombetta, Sugiyama divenne un obiettivo ben visibile. Le truppe musulmane del Kansu lo fecero scendere dall'auto vicino alla porta di Yongding, lo fecero a pezzi, lo decapitarono e lasciarono il suo corpo mutilato sulla strada, con la testa e i genitali recisi. George Morrison, il corrispondente da Pechino del London Times, disse che avevano tolto il cuore di Sugiyama e lo avevano inviato a Dong Fuxiang. La legazione giapponese presentò una protesta formale al Tsungli Yamen, che espresse il suo rincrescimento e spiegò che Sugiyama era stato ucciso da "banditi".

### Combattimenti
Dong era estremamente anti stranieri e diede pieno sostegno a Cixi e ai Boxer. Il generale Dong impegnò le sue truppe musulmane a unirsi ai Boxer per attaccare gli stranieri di Pechino, e attaccarono senza sosta il quartiere delle legazioni. Essi erano anche noti per la loro intolleranza nei confronti del commercio dell'oppio. Oltre a Sugiyama Akira diversi occidentali furono uccisi dai guerrieri Kansu. Secondo quanto riferito, le truppe musulmane erano entusiaste di passare all'offensiva e uccidere gli stranieri.
Il diplomatico tedesco Clemens von Ketteler uccise un civile cinese sospettandolo di essere un Boxer. In risposta, i Boxer e migliaia di cinesi musulmani Kansu Braves fecero una violenta rivolta contro gli occidentali.
Erano 5.000 cavalieri dotati di fucili a ripetizione tra i più moderni
I Kansu Braves e i Boxer unirono le loro forze per attaccare gli stranieri e le legazioni.
In contrasto con le altre unità che assediavano le legazioni, come le truppe Ronglu che lasciavano passare rifornimenti e posta agli stranieri assediati, i "coraggiosi e sospettosi" Kansu spinsero seriamente l'assedio e si rifiutarono di lasciar passare tutto, sparando agli stranieri che cercavano di contrabbandare le cose attraverso le loro linee. Sir Claude Macdonald notò la "ferocia" delle truppe di Dong Fuxiang comparata alla "moderazione" di quelle di Ronglu.

### Consuntivo della battaglia
Il 18 giugno le truppe musulmane, guidate da Dong Fuxiang, sconfissero la frettolosamente radunata spedizione Seymour dell'alleanza delle otto nazioni nella Battaglia di Langfang. Il 26 giugno i cinesi ottennero una vittoria importante e costrinsero Seymour a ritirarsi a Tientsin con pesanti perdite. Langfang fu l'unica battaglia che le truppe musulmane combatterono fuori Pechino. Dopo di essa le truppe di Dong Fuxiang parteciparono solo a battaglie all'interno della capitale.
Resoconto delle battaglie del generale Dong Fuxiang: Ts'ai Ts'un, 24 luglio; Ho Hsi Wu, 25 luglio; An P'ing, 26 luglio; Ma T'ou, 27 luglio.
6.000 uomini delle truppe musulmane sotto Dong Fuxiang e 20.000 Boxer respinsero una colonna di soccorso, spingendola verso Huang Ts'un. The Muslims camped outside the temples of Heaven and Agriculture.
Il Kaiser tedesco Guglielmo II era così allarmato dalle truppe musulmane cinesi che chiese al Califfo Abdul Hamid II dell'Impero ottomano di trovare un modo per impedire alle truppe musulmane di combattere. Il Califfo accettò la richiesta del Kaiser e, nel 1901, mandò in Cina Enver Pasha ("non" il futuro capo dei Giovani Turchi), ma la ribellione era ormai terminata. Poiché gli ottomani non erano in grado di creare una spaccatura con le nazioni europee e di assistere i legami con la Germania, il califfato ottomano emise un comunicato che implorava i musulmani cinesi di evitare l'assistenza ai Boxer. Il messaggio venne poi ristampato nei giornali musulmani egiziani e indiani poiché la situazione in cui si trovarono gli inglesi nella ribellione dei Boxer era gratificante per i musulmani egiziani e indiani.
Durante la Battaglia di Pechino alla porta Zhengyangmen i musulmani ingaggiarono un'accanita battaglia contro le forze dell'alleanza. Il comandante in capo musulmano dell'esercito cinese, generale Ma Fulu, e due suoi cugini paterni Ma Fugui 馬福貴, Ma Fuquan 馬福 全, e i suoi nipoti paterni Ma Yaotu 馬 耀 圖, e Ma Zhaotu 馬 兆 圖 - furono uccisi mentre caricavano le forze dell'Alleanza, e un centinaio di uomini musulmani Hui e Dongxiang del suo villaggio natale morirono nel combattimento a Zhengyang. La battaglia a Zhengyang venne combattuta contro i britannici. Dopo la fine della battaglia le truppe musulmane del Kansu, incluso il generale Ma Fuxiang, erano tra quelle che scortarono l'imperatrice Dowager durante la sua fuga. Il generale Ma Haiyan morì di sfinimento dopo che la corte imperiale raggiunse la sua destinazione, e suo figlio Ma Qi prese il suo posto.
Il ruolo giocato dalle truppe musulmane nella guerra suscitò la rabbia degli occidentali.
Quando la corte imperiale fu evacuata a Xi'an, nella provincia dello Shaanxi, dopo che Pechino era caduta nelle mani nell'Alleanza, la corte diede il segnale che avrebbe continuato la guerra con Dong Fuxiang "opponendosi con le unghie e con i denti", e promosse Dong a comandante in capo.
Le truppe musulmane erano descritte come "uomini scelti, i più coraggiosi dei coraggiosi, i più fanatici dei fanatici: ed è per questo che l'imperatore aveva affidato loro la difesa della città".

## Organizzazione e armamenti
Erano organizzati in otto battaglioni di fanteria, due squadroni di cavalleria, due brigate di artiglieria e una compagnia di ingegneri. Disponevano di armi moderne come fucili a ripetizione Mauser e artiglieria da campo. They used scarlet and black banners.

## Comandanti più rilevanti
Questi erano i comandanti che si distinsero tra i Kansu Braves:
- Dong Fuxiang
- Ma Fuxiang
- Ma Fulu
- Ma Fuxing
- Ma Haiyan
- Ma Biao
- Ma Qi
- Ma Zhaotu
- Ma Yaotu
- Ma Fuquan
- Ma Fugui
- Ma Zhankui 馬占奎[108]
- Aema[1] (padre di Han Youwen)

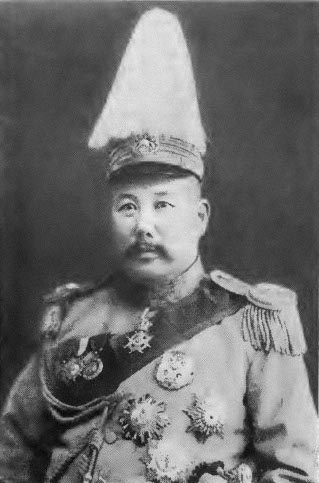
Generale Ma Fuxiang

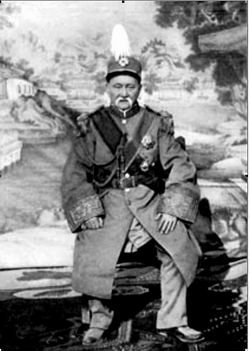
Comandante Ma Fuxing

Un altro generale musulmano, Ma Anliang, si unì ai Kansu nella lotta contro gli stranieri.
Ma Anliang sarebbe diventato un importante signore della guerra cinese della cricca Ma durante il periodo dei signori della guerra.
Il futuro generale musulmano Ma Biao, che guidò la cavalleria musulmana a combattere contro i giapponesi nella seconda guerra sino-giapponese, combatté nella ribellione dei Boxer come un soldato semplice nella battaglia di Pechino contro gli stranieri. Un altro generale, Ma Yukun, che comandava un'unità separata secondo gli europei era il figlio del generale musulmano Ma Rulong. Ma Yugun combatté con un certo successo contro il Giappone nella prima guerra sino-giapponese e nella ribellione dei Boxer alle battaglie di Yangcun e di Tientsin. Ma Yugun era il vice del comandante Song Qing.
Quando la famiglia imperiale decise di riparare a Xi'an nell'agosto del 1900, venne scortata dai musulmani Kansu Braves. Uno degli ufficiali Ma Fuxiang fu ricompensato dall'Imperatore, nominato governatore di Altay per il suo servizio. Come menzionato sopra, suo fratello Ma Fulu e quattro dei suoi cugini morirono in combattimento durante l'attacco alle legazioni. Ma Fuxing combatté anche sotto Ma Fulu come guardia alla Corte imperiale Qing durante i combattimenti. Originariamente sepolto in un cimitero di Hui a Pechino, nel 1995 i suoi resti vennero spostati, dai suoi discendenti, a Yangwashan nella Contea di Linxia.
Nella seconda guerra sino-giapponese, quando i giapponesi chiesero al generale musulmano Ma Hongkui di disertare e diventare capo di uno stato fantoccio musulmano sotto i giapponesi, Ma rispose attraverso Zhou Baihuang, il segretario di Ningxia del Partito nazionalista per ricordare al capo del personale militare giapponese Itagaki Seishiro che molti dei suoi parenti combatterono e morirono in battaglia contro le forze dell'alleanza delle otto nazioni durante la Battaglia di Pechino, tra cui suo zio Ma Fulu, dove le truppe giapponesi costituivano la maggioranza dell'Alleanza. Pertanto non ci poteva essere alcuna cooperazione con i giapponesi.
“恨不得馬踏倭鬼，給我已死先烈雪仇，與後輩爭光”。"Sono ansioso di calpestare i diavoli nani (un termine dispregiativo per i giapponesi), farò vendetta per i martiri già morti, raggiungendo la gloria con le nuove generazioni". Lo disse Ma Biao durante la seconda guerra sino-giapponese in riferimento al suo servizio nella ribellione dei Boxer dove aveva già combattuto i giapponesi prima della seconda guerra mondiale